# مت شکمن
مت شکمن (انگلیسی: Matt Shakman؛ زادهٔ ۸ اوت ۱۹۷۵) هنرپیشه، کارگردان فیلم، کارگردان تلویزیونی، کارگردان نمایش اهل ایالات متحده آمریکا است. وی از سال ۱۹۸۴ میلادی تاکنون مشغول فعالیت بوده‌است.

## گزیده فیلمشناسی
از فیلم‌ها یا برنامه‌های تلویزیونی که وی در آن نقش داشته‌است می‌توان به آثار زیر اشاره کرد.
- قاضی ایمی (۲۰۰۴)
- بوستون لیگال (۲۰۰۵)
- شش فوت زیر زمین (۲۰۰۵)
- غیب‌گو (مجموعه تلویزیونی) (۲۰۰۶–۲۰۱۳)
- دکتر هاوس (۲۰۰۷–۲۰۱۲)
- فیلادلفیا همیشه آفتابی است (۲۰۰۷–۲۰۱۷)
- بتی بی‌ریخته (۲۰۰۸–۲۰۰۹)
- انتقام (مجموعه تلویزیونی) (۲۰۱۱–۲۰۱۵)
- مد من (۲۰۱۲)
- همسر خوب (۲۰۱۳–۲۰۱۶)
- کاتبنک (فیلم) (۲۰۱۴)
- فارگو (مجموعه تلویزیونی) (۲۰۱۴)
- تو بدترینی (۲۰۱۴–۲۰۱۵)
- بازی تاج‌وتخت (۲۰۱۷)